# Marie d'Agoult
Marie Catherine Sophie de Flavigny, también conocida como Marie d'Agoult o Condesa de Agoult, y por su nom de plume Daniel Stern (Fráncfort del Meno, 31 de diciembre de 1805-París, 5 de marzo de 1876), fue escritora y amante del compositor Franz Liszt.

## Biografía

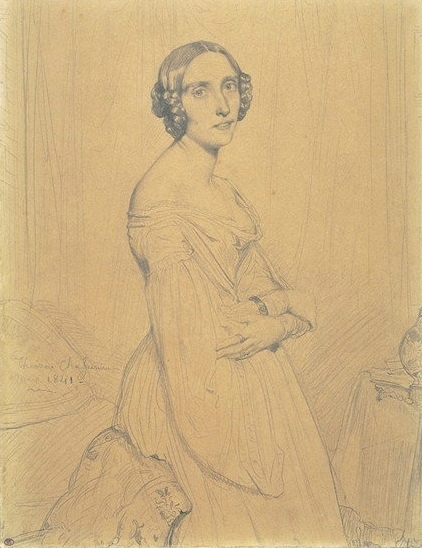
Retrato de Marie d'Agoult por Théodore Chassériau (Louvre).

Nació en Fráncfort del Meno, hija de Alexander Victor François, vizconde de Flavigny (1770-1819), un aristócrata francés emigrado a Alemania durante la Revolución francesa, y su esposa Maria Elisabeth Bethmann (1772-1847), descendiente de una antigua familia de banqueros alemanes protestantes.
La familia regresó a Francia después del nacimiento de Marie. El padre de Marie d'Agoult le enseñó la literatura francesa y su madre la animó a aprender el idioma alemán. Desde 1819 a 1821 fue educada en un convento de la Sociedad del Sagrado Corazón de Jesús (en el Hôtel Biron convertido luego en Museo Rodin), en París. Continuó su formación intelectual en Touraine, influenciada por grandes escritores como Chateaubriand, Rousseau o Lamartine.

### da
El 16 de mayo de 1827 se casó con Charles Louis Constant, conde d'Agoult (1790-1875), coronel de caballería y primer escudero de Madame la Dauphine, quien dejó interesantes recuerdos de la Guerra de independencia española.. Los condes d'Agoult tuvieron dos hijas, Louise (1828-1834) y Claire (1830-1912).
En 1833 Marie comenzó su romance con el compositor Franz Liszt, al que conoció durante un concierto en un salón de la nobleza parisina. La condesa tenía entonces veintiocho años y el artista seis años menos. En 1834 falleció su hija Louise. Se divorció el 19 de agosto de 1835. Entre 1835 y 1839 convivió, pero no se casó, con el compositor Franz Liszt (1811-1886). Sus hijos fueron Blandina (1835-1862), Cosima (1837-1930) (casada con Hans von Bülow, primero, y Richard Wagner, después) y Daniel (1839-1859).
Murió en París y fue enterrada en la división n.º 54 del cementerio del Père-Lachaise.

## Obras
Sus primeras narraciones (Hervé, Julien, Valentia, Nélida) fueron publicadas entre 1841 y 1845. Su obra más conocida (escrita como Daniel Stern) es la Histoire de la Révolution de 1848 (1851, en dos volúmenes). Entre sus otros trabajos están Esquisses morales (1849), Trois journées de la vie de Marie Stuart (1856), Florence et Turin (1862), Histoire des commencements de la république aux Pays-Bas (1872), y Mes souvenirs (1877, póstumo).